# Vuelta Ciclista del Uruguay 1952
Del 4 al 13 de abril de 1952, se disputó la 9ª edición de la Vuelta Ciclista del Uruguay.
A lo largo de 11 etapas se recorrieron 1660 km y el vencedor fue Dante Sudatti del Club Atlético Peñarol, iniciando un quinquenio para dicho club que duró hasta 1956.

## Etapas
| Etapa      | Fecha       | Recorrido                   | Km       | Ganador de la etapa                    | Líder de la clasificación general |
| 1.ª etapa  | 4 de abril  | Montevideo-San José-Colonia | 196      | Virgilio Pereyra (Municipal)           | Virgilio Pereyra (Municipal)      |
| 2.ª etapa  | 5 de abril  | Colonia-Mercedes            | 209      | José María Rodríguez (Albion, Cardona) | Dante Sudatti (Peñarol)           |
| 3.ª etapa  | 6 de abril  | Mercedes-Paysandú           | 134      | Omar Durán (Goes)                      | Dante Sudatti (Peñarol)           |
| 4.ª etapa  | 7 de abril  | Paysandú-Young              | 64 (CRI) | Hugo Machado (Municipal)               | Hugo Machado (Municipal)          |
| 5.ª etapa  | 7 de abril  | Young-Trinidad              | 137      | Virgilio Pereyra (Municipal)           | Hugo Machado (Municipal)          |
| 6.ª etapa  | 8 de abril  | Trinidad-Florida            | 140      | Alberto Lasarte (Audax, Flores)        | Hugo Machado (Municipal)          |
| 7.ª etapa  | 9 de abril  | Florida-Minas               | 154      | Dante Sudatti (Peñarol)                | Dante Sudatti (Peñarol)           |
| 8.ª etapa  | 10 de abril | Minas-Treinta y Tres        | 184      | Luis Ángel de los Santos (Municipal)   | Dante Sudatti (Peñarol)           |
| 9.ª etapa  | 11 de abril | Treinta y Tres-Rocha        | 183      | Luis Ángel de los Santos (Municipal)   | Hugo Machado (Municipal)          |
| 10.ª etapa | 12 de abril | Rocha-Maldonado             | 106      | Dante Sudatti (Peñarol)                | Dante Sudatti (Peñarol)           |
| 11.ª etapa | 13 de abril | Maldonado-Montevideo        | 153      | Virgilio Pereyra (Municipal)           | Dante Sudatti (Peñarol)           |

## Clasificación final
| \| 1. \| Dante Sudatti \| Uruguay \| Peñarol Uruguay \| 48h 38' 38s \| \| 2. \| Luis Pedro Serra \| Uruguay \| U.C. Maragata Uruguay \| a 15" \| \| 3. \| Hugo Machado \| Uruguay \| Municipal Uruguay \| a 38" \| \| 4. \| Luis Ángel de los Santos \| Uruguay \| Municipal Uruguay \| a 2' 52" \| \| 5. \| Próspero Barrios \| Uruguay \| Intrépido, Rocha Uruguay \| a 4' 17" \| \| 6. \| Juan Silva \| Uruguay \| Policial Uruguay \| a 8' 03" \| \| 7. \| Mario Debenedetti \| Italia \| Peñarol Uruguay \| a 16' 53" \| \| 8. \| Rodolfo Piotto \| Uruguay \| Melilla Uruguay \| a 18'29" \| \| 9. \| Virgilio Pereyra \| Uruguay \| Municipal Uruguay \| a 18' 52" \| \| 10. \| Aníbal Donatti \| Uruguay \| Liverpool Uruguay \| a 25' 09" \| |                          |         |                          |             |
| 1. | Dante Sudatti            | Uruguay | Peñarol Uruguay          | 48h 38' 38s |
| 2. | Luis Pedro Serra         | Uruguay | U.C. Maragata Uruguay    | a 15"       |
| 3. | Hugo Machado             | Uruguay | Municipal Uruguay        | a 38"       |
| 4. | Luis Ángel de los Santos | Uruguay | Municipal Uruguay        | a 2' 52"    |
| 5. | Próspero Barrios         | Uruguay | Intrépido, Rocha Uruguay | a 4' 17"    |
| 6. | Juan Silva               | Uruguay | Policial Uruguay         | a 8' 03"    |
| 7. | Mario Debenedetti        | Italia  | Peñarol Uruguay          | a 16' 53"   |
| 8. | Rodolfo Piotto           | Uruguay | Melilla Uruguay          | a 18'29"    |
| 9. | Virgilio Pereyra         | Uruguay | Municipal Uruguay        | a 18' 52"   |
| 10. | Aníbal Donatti           | Uruguay | Liverpool Uruguay        | a 25' 09"   |